# Antoni Malecki
Pour les articles homonymes, voir Malecki.
Antoni Malecki (en russe Антоний Иосифович Малецкий, Antoni Iossifovitch Malecki)  (Saint-Pétersbourg, 17 avril 1861 - Varsovie, 17 janvier 1935) est un évêque catholique polonais, sujet de l'Empire russe puis ressortissant soviétique.

## Biographie

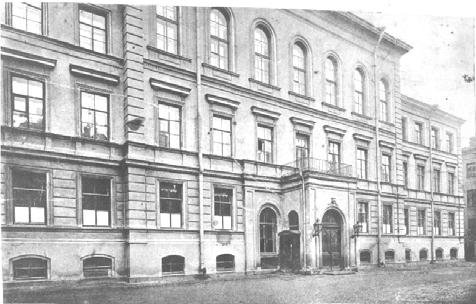
Façade de lAnnenschule

Antoni Malecki naît dans la famille d'un colonel du génie.
Il fait ses études à la fameuse école Sainte-Anne (de) (l'une des écoles allemandes de la capitale), puis à l'académie militaire et enfin à l'académie impériale de théologie de Saint-Pétersbourg. Il est ordonné prêtre en 1884 et devient vicaire à la paroisse Saint-Antoine de Padoue de Vitebsk et l'année suivante vicaire à la cathédrale Sainte-Marie de Minsk, où il fonde des œuvres sociales. Il est nommé curé de la cathédrale à la mort du dernier curé, mais les autorités du ministère de l'intérieur s'y opposent et l'envoient à Orenbourg sous prétexte qu'il aurait refusé de donner les clefs de l'église au prêtre finalement choisi pour succéder au curé. Finalement cette relégation est commuée en trois ans de séjour forcé au monastère d'Aglona, qui est raccourcie à deux ans en fin de compte.
À partir de 1887, il est vicaire à la paroisse Saint-Stanislas de Saint-Pétersbourg et ouvre un orphelinat pour garçons. C'est un Don Bosco pétersbourgeois. Il fonde sur la base de celui-ci un atelier de formation professionnelle  et également le premier lycée polonais de la capitale impériale en 1896. Quatre cents garçons de la capitale y ont été scolarisés, jusqu'à sa nationalisation en 1918. Il ouvre également à Louga une école en 1905 pour garçons de familles polonaises pauvres et en 1915, près de Pskov, une école agricole. Il est nommé chevalier de l'ordre de Sainte-Anne de troisième classe.
Il est curé de Saint-Stanislas et nommé chanoine honoraire à la veille de la Première Guerre mondiale. Il voit d'un bon œil la chute de l'Empire à la révolution de février 1917, et se range du côté des démocrates-chrétiens dont il forme des cercles à Petrograd. Cependant les excès de la révolution d'Octobre et de la guerre civile l'incitent à la prudence.  Mais il fonde un séminaire clandestin en 1921, l'académie de théologie s'étant repliée en Pologne en 1918. Il est arrêté par les bolchéviques en mars 1923 et présenté au procès à grand spectacle contre les catholiques mené par Krylenko aux ordres de Zinoviev. À l'issue de ce procès, la petite Église catholique de Russie est démantelée : Mgr Budkiewicz est fusillé, Mgr Cieplak emprisonné et Mgr Féodoroff envoyé au goulag. Lui-même est condamné à trois ans de prison, où il est victime d'un infarctus  qui n'est heureusement pas fatal. Une fois libéré, il retourne à Petrograd (ex-Saint-Pétersbourg).
À cette époque, le jésuite Mgr d'Herbigny, spécialiste du monde slave et envoyé clandestin du pape Pie XI, était arrivé en Russie avec la mission d'y reconstituer la hiérarchie catholique éliminée par la dictature bolchévique : passant par Berlin, il avait été consacré évêque secrètement par le nonce apostolique en Allemagne, le cardinal Pacelli, futur pape Pie XII, avant de poursuivre son voyage vers Moscou dans le but d'y consacrer plusieurs évêques. Le 13 août 1926, à l'église Saint-Louis-des-Français de Moscou, il consacre secrètement l'abbé Malecki comme évêque auxiliaire de Moguilev (c'est-à-dire évêque auxiliaire du nord de la Russie) et le nomme administrateur apostolique de Léningrad et évêque titulaire de Dionysiana (de).
En novembre 1930, Mgr Malecki est à nouveau arrêté et déporté en Sibérie. Grâce à des interventions internationales, il est libéré en 1934 et échangé contre un autre prisonnier puis renvoyé, contre sa volonté, en Pologne - il désirait en effet rester à Léningrad pour y poursuivre son apostolat. Il est alors en très mauvaise santé, du fait de son âge et des mauvais traitements subis pendant sa détention. Mgr Jean Amoudru lui succède, mais il est expulsé trois mois plus tard.
Après sa mort, survenue à Varsovie peu de temps après, il est inhumé dans la cathédrale Saint-Jean. En 1961, ses restes sont transférés au Cimetière de Powązki de Varsovie.

## Succession apostolique
Antoni Malecki a ordonné les évêques suivants :
- Archevêque Teofilius Matulionis (1929)